# Annette Ngo Ndom
Annette Flore Ngo Ndom (2 de junho de 1985) é uma futebolista camaronesa que atua como goleira.

## Carreira
Annette Ngo Ndom integrou elenco da Seleção Camaronesa de Futebol Feminino, nas Olimpíadas de 2012. 